# Ražanac
Ražanac je manjše naselje s pristaniščem in občina v Zadrski županiji na Hrvaškem.
Naselje, v katerem živi 1002 stalnih prebivalcev (popis 2001), leži na obali južnega dela Velebitskega kanala, oddaljeno 24 km od Zadra, ob cesti, ki Posedarje povezujejo z otokom Pagom. Obala pred naseljem je neporasla in izrazito nerazčlenjena. Pristanišče, v katerem je  morje globoko do 3 m, je naravno dobro zavarovano pred vsemi vetrovi, razen pred burjo, ima 100 m dolg pomol, na koncu katerega je svetilnik, ki oddaja svetlobne signalne znake: R Bl 3s, z nazivnim dometom 4 milje.
Področje, kjer stoji današnje naselje, je bilo poseljeno že v neolitiku. Na Šibeničkoj glavici, ki leži južno od naselja se nahajajo ilirske gomile in ostanki ilirskih zgradb. Srednjeveško naselje je bilo porušeno v času beneško - turških vojn v 16. in 17. stoletju. Ob pristanišču so še vidni ostanki zidu in obrambnega stolpa, imenovanega Kaštelina, katerega gradnja se je pričela 1507 in je služila za obrambo pred Turki in pirati.
V naselju Ražanac stoji župnijska cerkev Gospa od Ružarija, zgrajena v 14. stoletju. Cerkev so 1646 pri obleganju kraja Turki porušili. Obnovljena je bila 1670.
Južno od naselja, na 117 m visoki vzpetini, med zdajšnima zaselkoma Rudići in Garići stoji cerkev sv. Andrije, ki je bila zgrajena v srednjem veku.

## Demografija
| Pregled števila prebivalcev po letih | Pregled števila prebivalcev po letih | Pregled števila prebivalcev po letih | Pregled števila prebivalcev po letih | Pregled števila prebivalcev po letih | Pregled števila prebivalcev po letih | Pregled števila prebivalcev po letih | Pregled števila prebivalcev po letih | Pregled števila prebivalcev po letih | Pregled števila prebivalcev po letih | Pregled števila prebivalcev po letih | Pregled števila prebivalcev po letih | Pregled števila prebivalcev po letih | Pregled števila prebivalcev po letih | Pregled števila prebivalcev po letih |
| ------------------------------------ | ------------------------------------ | ------------------------------------ | ------------------------------------ | ------------------------------------ | ------------------------------------ | ------------------------------------ | ------------------------------------ | ------------------------------------ | ------------------------------------ | ------------------------------------ | ------------------------------------ | ------------------------------------ | ------------------------------------ | ------------------------------------ |
| 1857                                 | 1869                                 | 1880                                 | 1890                                 | 1900                                 | 1910                                 | 1921                                 | 1931                                 | 1948                                 | 1953                                 | 1961                                 | 1971                                 | 1981                                 | 1991                                 | 2001                                 |
| 806                                  | 839                                  | 552                                  | 711                                  | 812                                  | 935                                  | 1160                                 | 1854                                 | 1005                                 | 1081                                 | 1051                                 | 1039                                 | 867                                  | 1039                                 | 1002                                 |